# Marija Bogavac
Marija Bogavac (* 31. Juli 1996 in Mojkovac, BR Jugoslawien) ist eine montenegrinische Leichtathletin, die sich auf den Speerwurf spezialisiert hat und aktuell Inhaberin des Landesrekordes ist.

## Sportliche Laufbahn
Erste internationale Erfahrungen sammelte Marija Bogavac im Jahr 2013, als sie bei den Jugendweltmeisterschaften in Donezk mit einer Weite von 48,66 m in der Qualifikationsrunde ausschied. Kurz darauf gewann sie bei den Junioren-Balkan-Meisterschaften in Denizli mit 42,80 m die Bronzemedaille, ehe sie bei den Jugend-Balkan-Meisterschaften in Edirne mit 52,19 m die Goldmedaille gewann. Im Jahr darauf belegte sie bei den Junioren-Balkan-Meisterschaften in Serres mit 41,29 m den fünften Platz und 2015 wurde sie bei der 3. Liga der Team-Europameisterschaft im Rahmen der Europaspiele in Baku mit 44,54 m Fünfte. Anschließend gewann sie bei den Junioren-Balkan-Meisterschaften in Pitești mit 49,40 m die Silbermedaille, ehe sie bei den Balkan-Meisterschaften ebendort mit 50,87 m den vierten Platz belegte. Im selben Jahr begann sie ein Studium an der Kennesaw State University in den Vereinigten Staate, ehe sie im darauffolgenden Jahr an die University of Virginia wechselte. 2016 belegte sie bei den Balkan-Meisterschaften in Pitești mit 20,38 m den fünften Platz und 2023 wurde sie bei der 3. Liga der Team-Europameisterschaft im Rahmen der Europaspiele in Chorzów mit 45,15 m Dritte. Anschließend belegte sie bei den Balkan-Meisterschaften in Kraljevo mit 46,78 m den achten Platz. Im Jahr darauf gelangte sie bei den Balkan-Meisterschaften in Izmir mit 45,78 m auf Rang sechs.
In den Jahren 2015 und 2023 wurde Bogavac montenegrinische Meisterin im Speerwurf.